# La Argentina (Huila)
La Argentina es un municipio colombiano ubicado en el sur-occidente del departamento del Huila, sobre las estribaciones de la serranía de las Minas, que se desprenden de la cordillera central, a la margen derecha del río La Plata. Hace parte de la región Suboccidente del departamento. Su extensión territorial es de 390 km², su altura es de 1560 m s. n. m. y su temperatura promedio es de 20 °C.
Cuenta con una población de 13.884 habitantes de acuerdo con proyección del DANE para año 2023. Es un territorio de vocación agrícola, ya que su economía se basa en cultivos como el café, granadilla, lulo, durazno, cacao, frijol en mayor proporción y el ecoturismo por la cantidad de fincas existentes. Es conocida como «Antigua Capital Minera de Colombia».

## División Político-Administrativa
Su Cabecera municipal se encuentra dividida en los siguientes barrios: La Primavera, Corinto, Centro, Primitivo Losada, Villa del Cambis, Las Brisas, Villa Flores, 20 de Julio, Nueva Esperanza, Plata Vieja, Divino Niño, Villa Mejia, Nueva Esperanza y 16 de diciembre.
La Argentina tiene bajo su jurisdicción los siguientes Centros poblados:
- Buenos Aires
- El Pensil

Además, de las siguientes Veredas:
Pescador, La Unión, Quebrada Negra, Santa Helena, El Progreso, Betania, Bajo Carmen, Alto Carmen, Blanquesino, Sinaí, Las Toldas, Las Águilas, Bajo Pensil, Alto Pensil, Lourdes, Las Minas, El Mirador, Agua Blanco, El Rosario, San Bartolo, Campo Alegre, La Esperanza, La Pedregosa, El Paraíso, Marsella, Bella Vista, Los milagros.